# Луч (Петловаць)
45°47′ пн. ш. 18°32′ сх. д. / 45.78° пн. ш. 18.53° сх. д.
Луч (хорв. Luč) — населений пункт у Хорватії, в Осієцько-Баранській жупанії у складі громади Петловаць.

## Населення
Населення за даними перепису 2011 року становило 435 осіб.
Динаміка чисельності населення поселення:

## Клімат
Середня річна температура становить 11,00 °C, середня максимальна – 25,45 °C, а середня мінімальна – -6,17 °C. Середня річна кількість опадів – 621 мм.
| Клімат поселення                              | Клімат поселення | Клімат поселення | Клімат поселення | Клімат поселення | Клімат поселення | Клімат поселення | Клімат поселення | Клімат поселення | Клімат поселення | Клімат поселення | Клімат поселення | Клімат поселення | Клімат поселення |
| Показник                                      | Січ.             | Лют.             | Бер.             | Квіт.            | Трав.            | Черв.            | Лип.             | Серп.            | Вер.             | Жовт.            | Лист.            | Груд.            |                  |
| Середній максимум, °C                         | 5,83             | 7,86             | 12,49            | 17,18            | 22,42            | 25,45            | 25,19            | 24,91            | 20,70            | 15,26            | 9,10             | 5,21             |                  |
| Середня температура, °C                       | −0,18            | 1,84             | 6,50             | 11,20            | 16,41            | 19,46            | 21,20            | 20,97            | 16,79            | 11,30            | 5,20             | 1,30             |                  |
| Середній мінімум, °C                          | −6,17            | −4,16            | 0,50             | 5,18             | 10,42            | 13,45            | 17,30            | 17,03            | 12,82            | 7,40             | 1,22             | −2,64            |                  |
| Норма опадів, мм                              | 37               | 32               | 36               | 48               | 60               | 79               | 61               | 59               | 51               | 53               | 58               | 47               |                  |
| Середньомісячна швидкість вітру, м/с          | 2.50             | 2.70             | 3.00             | 2.90             | 2.60             | 2.39             | 2.30             | 2.10             | 2.10             | 2.27             | 2.40             | 2.50             |                  |
| Середньомісячна сонячна радіація, кДж/м²·день | 4171             | 6926             | 10855            | 15484            | 19333            | 21600            | 22109            | 20068            | 14854            | 9241             | 4696             | 3432             |                  |
| --------------------------------------------- | ---------------- | ---------------- | ---------------- | ---------------- | ---------------- | ---------------- | ---------------- | ---------------- | ---------------- | ---------------- | ---------------- | ---------------- | ---------------- |
| Джерело:                                      |                  |                  |                  |                  |                  |                  |                  |                  |                  |                  |                  |                  |                  |